# Алескеров, Садраддин Фаррух оглы
Садраддин Фаррух оглы Алескеров (азерб. Sədrəddin Fərrux oğlu Ələsgərov; 21 марта 1929, Агдамский уезд — 14 июня 2019) — советский азербайджанский животновод, Герой Социалистического Труда (1958).

## Биография
Родился в 1929 году в селе Кузанлы Агдамского уезда Азербайджанской ССР (ныне пгт Кузанлы Агдамского района).
Начал трудовую деятельность в 1945 году распределителем оросительной воды колхоза «26 комиссаров» Агдамского района. С 1947 года амбарщик этого же колхоза. С 1958 по 1975 работал старшим чабаном, главным чабаном и заведующий фермой колхоза. С 1981 года заместитель председателя колхоза.
Указом Президиума Верховного Совета СССР от 21 ноября 1958 года за выдающиеся успехи, достигнутые в деле развития овцеводства и увеличения производства шерсти, Алескерову Садраддину Фаррух оглы было присвоено звание Героя Социалистического Труда с вручением ордена Ленина и золотой медали «Серп и Молот».
Распоряжением Президента Азербайджанской Республики от 2 октября 2002 года, за большие заслуги в области науки и образования, культуры и искусства, экономики и государственного управления Азербайджана, Алескерову Садраддину Фаррух оглы была предоставлена персональная стипендия Президента Азербайджанской Республики.
Был председателелем Совета старейшин Агдамского района.